# Зейпель, Игнац
Игнац Зейпель (нем. Ignaz Seipel; 19 июля 1876, Вена — 2 августа 1932, Перниц) — австрийский политик, федеральный канцлер Австрии в 1922—1924 и 1926—1929 годах.

## Биография
Игнац Зейпель был священником в католической церкви. Впоследствии он получил докторскую степень по теологии в 1903 году в Венском университете. Был членом Христианско-социальной партии. Во время Первой мировой войны написал много известных трудов, в том числе «Нация и государство» (нем. «Nation und Staat», 1916 года), которые помогли усилить его роль в дальнейшей партийной жизни. В своих трудах, в отличие от большинства современников, таких, как Вудро Вильсон, он видел первичной функцией государства защиту суверенитета, а затем нации.
Впервые Игнац Зейпель вступил на пост федерального канцлера в 1922 году и сохранял полномочия до 1924 года. Второй раз он занимал эту должность с 1926 по 1929 год.
Его главной политикой было поддержание сотрудничества между богатыми промышленниками и военизированными подразделениями Хеймвера. Это привело к усилению насилия на улицах, что вылилось в массовые беспорядки, названные «Резня 15 июля 1927 года».
Также поддерживал, несмотря на запрет объединения Австрии и Германии, политику «общегерманского единства». В частности, при нём униформа и знаки различия австрийской армии были приближены к германским образцам (что отменил лишь Дольфус в период «австрофашизма»).
Его политика также привела к росту недовольства среди профсоюзов, и в июне 1924 года было совершено покушение на его жизнь.
В области внешних отношений он подписал Протокол о восстановлении Австрии в рамках Лиги Наций (4 октября 1922 года), а также заключил соглашение с правительством Италии по координации внешней политики между двумя странами.
Изображен на австрийской почтовой марке 1982 года.